# NGC 6162
NGC 6162 (również PGC 58238, UGC 10403 lub HCG 82A) – galaktyka soczewkowata (S0), znajdująca się w gwiazdozbiorze Herkulesa. Odkrył ją Édouard Jean-Marie Stephan 30 czerwca 1870 roku. Należy do zwartej grupy galaktyk Hickson 82 (HCG 82).